# Khử trùng
Khử trùng (tiếng Anh: sterilization hoặc sterilisation) là bất kỳ quá trình nào có tác dụng loại trừ hoặc tiêu diệt tất cả các hình thái sự sống (bao gồm các tác nhân gây truyền nhiễm như nấm, vi khuẩn, virus, các dạng bào tử,...) tồn tại trên bề mặt, trong canh trường, dung dịch thuốc, hay các hợp chất dùng trong nuối cấy sinh học. Khử trùng có thể thực hiện được bằng các phương pháp như dùng nhiệt, hóa chất, chiếu xạ, áp suất cao, và lọc hay có thể kết hợp nhiều yếu tố trên.

## Kỹ thuật vô trùng
Kiểm soát sự tăng trưởng của vi sinh vật bao gồm nhiều biện pháp như khử trùng, tẩy trùng, sát trùng. Mục đích cuối cùng của kĩ thuật vô trùng là diệt sạch các tế bào và bào tử của vi sinh vật trong môi trường ban đầu.
Sự nhiễm trùng là mối đe doạ vô hình ở bất cứ công đoạn nào hay quy trình công nghệ sinh học nào, từ nghiên cứu đến sản xuất trên các đối tượng vi sinh vật, thực vật hay động vật.
Sự nhiễm trùng sẽ gây ra nhiều hậu quả:
- Chủng vi sinh vật sản xuất sẽ không thuần.
- Canh trường dinh dưỡng và làm biến đổi môi trường nuôi cấy, gây bất lợi cho sự phát triển của chủng vi sinh vật sản xuất, của tế bào động vật và thực vật trong nuôi cấy mô.
- Có thể tạo độc tố.
- Nói chung sự nhiễm vi sinh vật làm cho năng suất giảm, thậm chí sản xuất bị ngừng.

## Thiết bị vô trùng
Trong không khí có nhiều vi sinh vật và các bào tử của chúng, đây là nguồn nhiễm khi nuôi cấy vi sinh vật, tế bào động, thực vật.
Muốn cấy ít nhiễm khuẩn, công việc được tiến hành trong các phòng đặc biệt gọi là phòng vô trùng hay phòng cấy và tủ cấy vô trùng.
Nguyên tắc chung là làm thế nào để khi nuôi cấy thì bầu không khí trong sạch, ít có vi sinh vật trong không khí. Ngày nay có máy lọc không khí khỏi các vi sinh vật và bào tử nên có thể tiến hành thao tác cấy trong tủ trước luồng không khí vô trùng.
Những thí nghiệm cần điều kiện vô trùng tuyệt đối thì phòng được thổi không khí vô trùng tạo áp xuất cao bên trong phòng để khí từ ngoài không xâm nhập vào, trước khi vào phòng môi người phải qua phòng riêng tắm và mặc quần áo phủ kín toàn thân.

## Các phương pháp khử trùng
Một vật được coi là vô trùng khi không còn mang bất kì một sinh vật nào.
Có nhiều phương pháp khử trùng, thường dùng là nhiệt độ cao,lọc, bức xạ và hoá học.

### Xử lý bằng nhiệt
Nhiệt độ cao:
Xử lý bằng nhiệt độ cao hơn nhiệt độ tối đa của vi sinh vật làm biến tính các phân tử (cấu trúc, chức năng) của tế bào vi sinh vật.
Lựa chọn nhiệt độ và thời gian xử lý phù hợp tuỳ thuộc vào các yếu tố:
- Từng thiết bị, hệ thống nhiệt
- Xử lý bằng nhiệt ẩm có khả năng xuyên thấm và làm giảm nhanh số lượng vi sinh vật hơn nhiệt khô.
- Tiệt trùng bằng nhiệt độ cao nhằm mục đích tiêu diệt vi sinh vật ở nhiệt độ cao: hấp khử trùng/ hấp tiệt trùng bằng autoclave, đun sôi, khí nóng…
- Thời gian xử lý phụ thuộc vào số lượng vi sinh vật, loài vi sinh vật, đặc tính ban đầu của mẫu vật (hoá chất, môi trường…) khi xử lý pH, nhiệt độ,…
- Nếu mật độ vi sinh vật cao: xử lý ở nhiệt độ thấp sẽ cần thời gian dài hơn so với nhiệt độ cao.
- Đốt cháy:

-Dùng lửa đền cồn hoặc gas đốt cháy các dụng cụ kim loại như que cấy, kẹp, kéo dao.
-Tác dụng: Đốt tế bào và phá huỷ tế bào vi sinh vật.
-Nhiệt khô: dùng để diệt trùng các dụng cụ kim loại hay thủy tinh trong lò Pasteur (180 °C trong 30 phút hay 160 °C trong 2 giờ).
- Đun sôi:

-Thông thường xử lý ở 100 °C trong 30 phút
-Tác dụng: Giết đa số tế bào vi sinh vật, ngoại trừ một số loài vi sinh vật có bào tử.
-Nếu cần phải diệt bào tử thì cần thực hiện đun sôi với thời gian kéo dài hoặc xử lý bằng cách đun sôi gián đoạn (shock nhiệt).
- Hơi nước bão hoà dưới áp suất cao:

-Sẽ cho nhiệt độ cao hơn 100 °C như ở áp suất thường (1 Atm), áp suất hơi nước tương ứng với 121 °C. Dụng cụ để khử trùng thông dụng là nồi hấp áp suất (Autoclave).
-Tác dụng: Có thể tiêu diệt các nội bào tử kháng nhiệt
-Autoclave là thiết bị xử lý nhiệt - hấp tiệt trùng: tiêu diệt vi sinh vật bằng áp suất hơi nước đun sôi.
Nguyên lý hoạt động chung: áp suất hơi nước ở mức 1.1 kg/cm2 thì nhiệt độ được tạo ra trong nồi hấp là 121 °C, thời gian hấp thích hợp nhất là khoảng 10-15 phút, hoặc 25 phút tuỳ mẫu vật, môi trường.
Chú ý là nhiệt độ 121 °C tiêu diệt vi sinh vật, không phải do áp suất hơi nước
Trong thời gian tiệt trùng phụ thuộc thể tích dịch lỏng cần xử lý. Thời gian chỉ được tính khi nhiệt độ bắt đầu ở 121 °C.

### Phương pháp thanh trùng Pasteur
- Là phương pháp kiểm soát vi sinh vật bằng nhiệt độ "ôn hoà, nhẹ"; không giết tất cả tế bào vi sinh vật; làm chậm sự sinh trưởng và phát triển của vi sinh vật có trong mẫu.
- Nhằm mục đích: giảm số lượng vi sinh vật trong các loại thực phẩm: Sữa,… và các loại chất lỏng nhạy với nhiệt.
- Louis Pasteur là người đầu tiên sử dụng nhiệt để kiểm soát vi sinh vật gây hỏng rượu.
- Thanh trùng sữa, thực phẩm, nước trái cây… chủ yếu để giết vi khuẩn gây bệnh: VK lao Tuberculosis, Brucellosis, sốt Q, sốt thương hàn,…
- Phương pháp thanh trùng sữa thường ở khoảng 71 °C trong 15 giây: flash pasteurization.
- Phương pháp này có thể thực hiện ở nhiệt độ cao trong thời gian ngắn, tiêu diệt vi sinh vật hiệu quả
- Nếu trong thiết bị lớn thì khoảng 63-66 °C 30 phút: bulk pasteurization, tuy nhiên không hiệu quả vì sữa nóng lên và làm nguội chậm và cần phải duy trì ở nhiệt độ cao trong thời gian dài.

Xử lý bằng nhiệt độ thấp: Sử dụng nhiệt độ thấp để làm giảm tốc độ sinh trưởng và phát triển của vi sinh vật.

### Phương pháp lọc
Dùng cho vật lỏng, trong và có độ nhạy tương đối yếu nhưng không chịu được nhiệt độ cao trên 60 °C. Vật đem lọc qua một màng lọc xốp có những lỗ với đường kính nhỏ hơn đường kính của tế bào vi sinh vật nhỏ nhất. Vi trùng sẽ bị giữ lại trên màng lọc còn dung dịch đi qua sẽ vô trùng.
Màng xốp có thể bằng sứ, amiante, cellulose…Trong các phòng vô trùng hiện đại thường dùng màng bông thủy tinh lọc khí để hạn chế nhiễm trùng.

### Diệt trùng bằng bức xạ
Tia tử ngoại (UV), tia X và các tia phóng xạ ion hoá như tia alpha, beta, gamma,… đều có khả năng tiệt trùng
Tia tử ngoại thường dùng nhất trong diệt trùng không khí các bệnh viện hoặc các phòng cấy vi sinh vật.
Tia tử ngoại chỉ diệt trùng bề mặt, không thấm sâu vào phẩm vật.

### Phương pháp hoá học
Nhiều hoá chất có khả năng diệt trùng: rượu cồn(trên 70 °C) thường được dùng để sát trùng ngoài da.
Oxyde ethylene thường dùng để khử trùng các dụng cụ làm bằng plastic.
Sterilant – sterilizer – Sporicide:
- Là các hoá chất phá huỷ tát cả các cấu trúc sống của vi sinh vật: tế bào, nội bào tử.
- Sử dụng ở trong những trường hợp không xử lý nhiệt hoặc tia phóng xạ hoặc phương pháp tiệt trùng để loại bỏ sự nhiễm khuẩn.
- Bệnh viện, phòng thí nghiệm, khu vực tiệt trùng lạnh…
- Các hoá chất thường sử dụng: Ethylen oxide,fomaldehyde…

Chất sát trùng:
- Là chất hoá học giết tế bào vi sinh vật nhưng không tác dụng đến bào tử, an toàn cho các mô sinh vật sống với một liều lượng nhất định
- Có thể sử dụng cho khu nhà bơi, nhà cửa, xử lý nước tinh khiết,..
- Chlorine, dung dịch kiềm,…

Ngoài ra nhiều chất hoá học khác cũng là những chất sát trùng có thể dùng khử trong phòng cấy, cần lưa ý một số chất sát trùng có tác dụng độc với con người.
Có nhiều phương pháp khử trùng khác nhau. Tuỳ đối tượng, tuỳ tính chất công việc mà sử dụng phương pháp này hay phương pháp khác.